# Арміне Хачатрян
Арміне Хачатрян (вірм. Արմինե Խաչատրյան; нар. 16 вересня 1986) — вірменська футболістка, захисниця.

## Клубна кар'єра
Народилася в Єревані в родині футболіста. З 7 річного віку захопилася футболом. Спочатку грала разом з хлопчиками біля двору рідного будинку. Саме під час такого «матчу» її помітив знайомий батька, який працював тренером та запросив Арміне займатися футболом у спортивній секції.
Футбольну кар'єру розпочала в клубі «Коледж». У 2001 році дебютувала в кубку УЄФА, в програному (0:18) поєдинку проти «Франкфурта».
У 2006 році виступала за петербурзьку «Аврору» в чемпіонаті Росії. Потім повернулася на батьківщину, де виступала за столичний «Бананц».
У 2012 році приєдналася до «Нафтохіміка». Дебютувала у футболці калуського клубу 21 квітня того ж року в переможному (5:0) виїзному поєдинку 1-о туру Вищої ліги проти столичного «Атексу». Хачатрян вийшла на поле в стартовому складі, а на 30-й хвилині її замінила Христина Пасічник. У складі «Калуша» провела один сезон, за цей час зіграла 12 матчів у Вищі лізі та 4 поєдинки у кубку України.
У 2013 році перейшла до «Житлобуду-2». У футболці харківського клубу дебютувала 25 квітня 2013 року в програному (1:2) домашньому поєдинку 1-о туру Вищої ліги проти костопільської «Родини». Арміне вийшла на поле в стартовому складі та зіграла увесь матч. Дебютним голом у чемпіонаті України відзначилася 17 жовтня 2013 року на 75-й хвилині нічийного (2:2) виїзного поєдинку 14-о туру Вищої ліги проти чернігівської «Легенди». Хачатрян вийшла на поле в стартовому складі та відіграв увесь матч. У харківському клубі провела один сезон, за цей час зіграла 12 матчів у чемпіонаті України, в яких відзначилася 1 голом.
У 2015 році перебралася до іншого українського клубу, «Ятрань». Дебютувала у футболці колективу з Уманщини 26 квітня 2015 року в програному (0:4) виїзному поєдинку 1-о туру Вищої ліги проти харківського «Житлобуду-2». Арміне вийшла на поле в стартовому складі та відіграла увесь матч. Дебютним голом у футболці «Ятраня» відзначилася 23 травня 2015 року на 35-й хвилині (реалізувала пенальті) нічийного (2:2) виїзного поєдинку 5-о туру чемпіонату України проти костопільської «Родини». Хачатрян вийшла на поле в стартовому складі та відіграла увесь матч. У складі команди з Уманщини зіграла 14 матчів, в яких відзначилася 3-а голами (усі — з пенальті).
Наступного року перейшла до «Пантер». У футболці команди з районного центру Черкащини дебютувала 23 квітня того ж року в нічийному (1:1) виїзному поєдинку 1-о туру Вищої ліги проти костопільської «Родини». Арміне вийшла на поле на 46-й хвилині, замінивши Яну Кожевнікову. Дебютними голами за нову команду відзначилася 29 квітня 2016 року на 4-й (реалізувала пенальті) та 10-й хвилинах переможного (5:1) виїзного поєдинку 2-о туру чемпіонату України проти київського «Атекса». Хачатрян вийшла на поле в стартовому складі, на 48-й хвилині отримала жовту картку, а на 65-й хвилині була замінена на Юліану Філатову. У складі уманського клубу зіграла 7 матчів (2 голи) у Вищій лізі та 1 поєдинок у кубку України. Влітку 2016 року, через невиплату заробітної плати, розірвала контракт з українським клубом.
Потім, за порадою Гаяне Костанян, яка в 2015 році грала за «Кокше», перебралася до Казахстану. Виступала за «Окжетепес» у чемпіонаті Казахстану.
14 лютого 2019 року перейшла до новачка Першої ліги Туреччини «Хакарюджуспор». У другій частині сезону 2018/19 років зіграла в турецькому чемпіонаті 8 матчів. У вересні 2019 року повернулася на батьківщину, де будучи вільним агентом продовжувала підтримувати спортивну форму.

## Кар'єра в збірній
У футбоці дівочої збірної Вірменії зіграла 3 матчі, в яких відзначилася 1 голом.
У національної збірної Вірменії дебютувала 2003. У кваліфікаційних турнірах чемпіонату Європи 2011 та 2013 років зіграла 18 матчів. Загалом у складі національної команди провела 20 поєдинків. Востаннє на футбольне поле в складі збірної Вірменії виходила 2013 року. У лютому 2020 року отримала виклик на тренувальний збір національної команди.

## Досягнення
«Нафтохімік»
- Вища ліга України
  -  Срібний призер (1): 2012

- Кубок України
  -  Володар (1): 2012